# Zaglossus attenboroughi
Zaglossus attenboroughi är en däggdjursart som beskrevs av Tim Flannery och Groves 1998. Zaglossus attenboroughi ingår i släktet långnäbbiga myrpiggsvin och familjen myrpiggsvin. IUCN kategoriserar arten globalt som akut hotad. Inga underarter finns listade.

## Utbredning
Detta myrpiggsvin förekommer endemiskt på norra Nya Guinea, i Indonesien. Arten är bara känd från ett litet bergsområde (mindre än 100 km²) i Västpapua, väster om Jayapura. Artbeskrivningen skedde efter en individ som hittades under 1960-talet. En expedition under 2007 hittade inga individer. Observerade jordhålor och berättelser från regionens befolkning tyder dock på att djuret finns kvar. Bergstrakten är upp till 1600 meter hög och täckt av fuktig skog.

## Utseende
Arten är tillsammans med de kortnäbbade myrpiggsvinen minst bland myrpiggsvinen och väger mellan 2 och 3 kilogram. Nosen är ungefär 70 millimeter lång och rakare än hos andra myrpiggsvin. Pälsen är korthårig och tät till skillnad från hos andra arter av myrpiggsvin, och karaktäristiskt umbrafärgad.
Z. attenboroughi har fem klor på varje fot. Antalet klor används för att skilja arterna inom släktet åt. Vuxna hanar har dessutom en tagg på insidan av vardera fotknölen, som inte är giftig. Taggen finns inte hos vuxna honor.
De vuxna djuren saknar tänder, men har en tunga med tandliknande piggar. Arten saknar i motsats till andra arter av släktet Zaglossus yttre genitalier och är därför svår att könsbestämma.

## Hot mot arten
Jakt är alltjämt ett allvarligt hot för myrpiggsvinet. Utvidgning av det småskaliga jordbruket och skogsavverkning i området räknas också som hot mot arten. 

## Övrigt om arten
Enligt obekräftade skildringar äter Zaglossus attenboroughi främst maskar och den lägger ganska stora ägg.
Av lokalbefolkningen kallas arten payangko. Det latinska artnamnet är hämtat från David Attenborough.